# Гексаиодоренит калия
Гексаиодоренит калия — неорганическое соединение, комплексная соль, иодиды металлов калия и рения с формулой K2[ReI6],
чёрно-коричневые кристаллы,
гидролизуется в водных растворах.

## Получение
- Восстановление перрената калия иодидом калия в концентрированной иодистоводородной кислоты:

{\displaystyle {\mathsf {2KReO_{4}+2KI+16HI\ {\xrightarrow {}}\ 2K_{2}[ReI_{6}]+3I_{2}+8H_{2}O}}}

## Физические свойства
Гексаиодоренит калия образует чёрно-коричневые кристаллы.
Растворяется в ацетоне.

## Химические свойства
- Гидролизуется в нейтральных растворах:

{\displaystyle {\mathsf {K_{2}[ReI_{6}]+2H_{2}O\ {\xrightarrow {}}\ ReO_{2}\downarrow +2KI+4HI}}}
- Реагирует с сильными кислотами:

{\displaystyle {\mathsf {K_{2}[ReI_{6}]+H_{2}SO_{4}\ {\xrightarrow {}}\ H[ReI_{5}]+HI+K_{2}SO_{4}}}}
- Реагирует с плавиковой кислотой:

{\displaystyle {\mathsf {K_{2}[ReI_{6}]+6HF\ {\xrightarrow {250^{o}C}}\ K_{2}[ReF_{6}]+6HI}}}
- Разлагается при нагревании:

{\displaystyle {\mathsf {K_{2}[ReI_{6}]\ {\xrightarrow {300^{o}C}}\ Re+2KI+2I_{2}}}}